# Meloe tinctus
Meloe tinctus es una especie de coleóptero de la familia Meloidae.

## Distribución geográfica
Habita en Nebraska.